# Bernart de Rovenac
Bernart de Rovenac (fl....1242-1261...) fou un trobador occità. Se'n conserven quatre sirventesos.

## Vida
No tenim una vida que ens informi de les dades biogràfiques de Bernart de Rovenac, però els quatre sirventesos que es conserven es poden situar cronològicament amb prou certesa. El trobador seria originari de Rovenac, a l'actual departament de l'Aude. El sirventès més antic seria Ja no vuelh do ni esmenda que se situaria el 1242 en el moment previ a la revolta contra els francesos. El rei Jaume i el rei anglès (Enric III) són atacats per la seva passivitat enfront de Sant Lluís. Del rei Jaume, en la forma lingüística d'aquell moment, Jacme, en fa una burla amb un joc de paraules entre jazer ("jeure") i jac-me (que seria com "m'ajec"). També ataca aquests dos reis en D'uns sirventes m'es grans volontatz preza, datat de 1254, quan, de fet, el rei Lluís estava presoner a Síria, cosa que satiritza anomenant-lo "el rei que conquereix Síria".
El sirventès Belh m'es quan vei pels vergiers e pels pratz ataca l'infant Pere per haver executat, ofegant-lo al mar, Guillem Ramon d'Òdena, cosa que el situa el 1261. Tot plegat, faria que Bernart no fos ben vist a la cort catalana. Cerverí de Girona el titllà en un poema seu (Can aug en cort critz e mazans e brutz, 434a,12) de "mig-joglar", ja que havia fet un meg-sirventes (no conservat) i li diu que es mereix que li regalin un mig-arnès, ja que és tan estimat pel vescomte de Cardona; es deu referir al fet que possiblement Bernart de Rovenac estava el 1259 o 1260 amb Ramon Folc V de Cardona sublevat contra el rei Jaume. El sirventès Una sirventesca és una burla contra un joglar anomenat Rainier.

## Obra
- (66,1)[1] Belh m'es quan vei pels vergiers e pels pratz (sirventès)
- (66,2) D'un sirventes m'es grans volontatz preza (sirventès)
- (66,3) Ja no vuelh do ni esmenda (sirventès)
- (66,4) Una sirventesca (sirventès)

### Edicions
- Günther Bosdorff, Bernard von Rouvenac, ein provenzalischer Troubadour des XIII. Jahrhunderts, Erlangen, 1907

### Repertoris
- Alfred Pillet / Henry Carstens, Bibliographie der Troubadours von Dr. Alfred Pillet […] ergänzt, weitergeführt und herausgegeben von Dr. Henry Carstens. Halle : Niemeyer, 1933 [Bernart de Rovenac és el número PC 66]